# 圣米歇尔山湾
圣米歇尔山湾（法語：baie du Mont-Saint-Michel，發音：[bɛ dy mɔ̃ sɛ̃ miʃɛl]），又称蒙圣米歇尔湾，是位于翡翠海岸以东、圣马洛湾东南部的一个海湾。1979年，该湾被联合国教科文组织列为世界遗产。该地区的潮差很大（最高达15米），退潮时海湾的很大一部分能露出水面。该湾有两座花岗岩小岛，即诺曼底的通布莱讷岛和聖米歇爾山。这里是各种鸟类和海豹的栖息地。